# Slezská zoologická zahrada
Slezská zoologická zahrada (polsky: Śląski Ogród Zoologiczny) je poměrně velká zoologická zahrada na území jižního Polska. Byla založena v roce 1954 a nachází se na území slezských distriktů Katowice a Chorzów. Rozloha zahrady činí asi 47,6 hektaru.

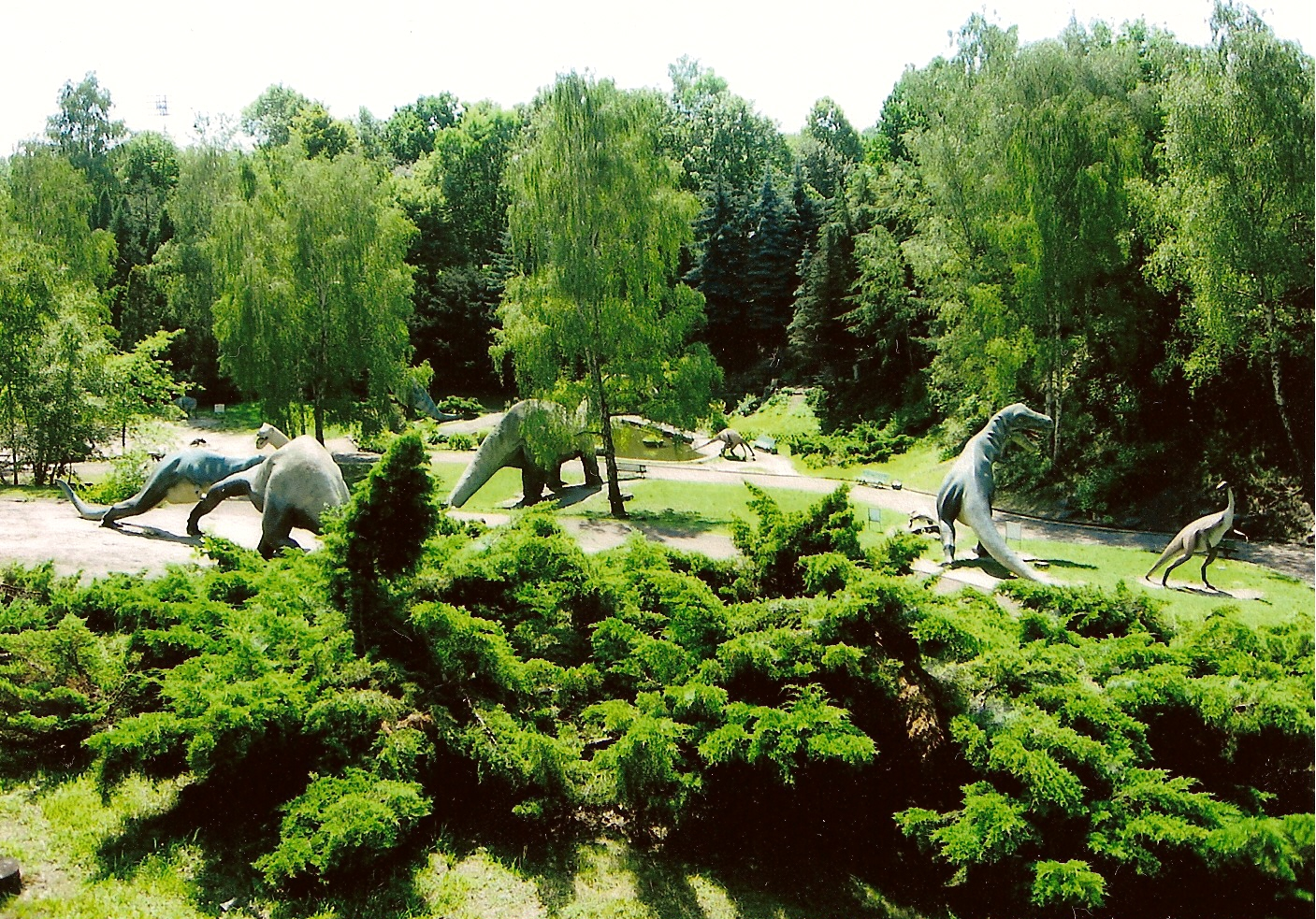
"Údolí dinosaurů" v parku

V zahradě je umístěno na 2500 zvířat ze 300 různých druhů. Park a zahradu navštíví v průměru téměř 400 000 návštěvníků ročně. Nachází se zde také mini-zoo s programem pro dětské návštěvníky.
Údolí dinosaurů (Kotlina dinozaurów) je místní atrakce, dokončená v roce 1975. V malé kotlině jsou umístěny impozantní modely mongolských dinosaurů z pouště Gobi v životní velikosti. Celkem je zde umístěno 16 šedivých betonových modelů, dnes jsou však již mírně zastaralé.

## Další informace
K ZOO vede populární alej Aleja Żyrafy a celá se nachází v Parku Śląskim (Slezském parku).

## Galerie

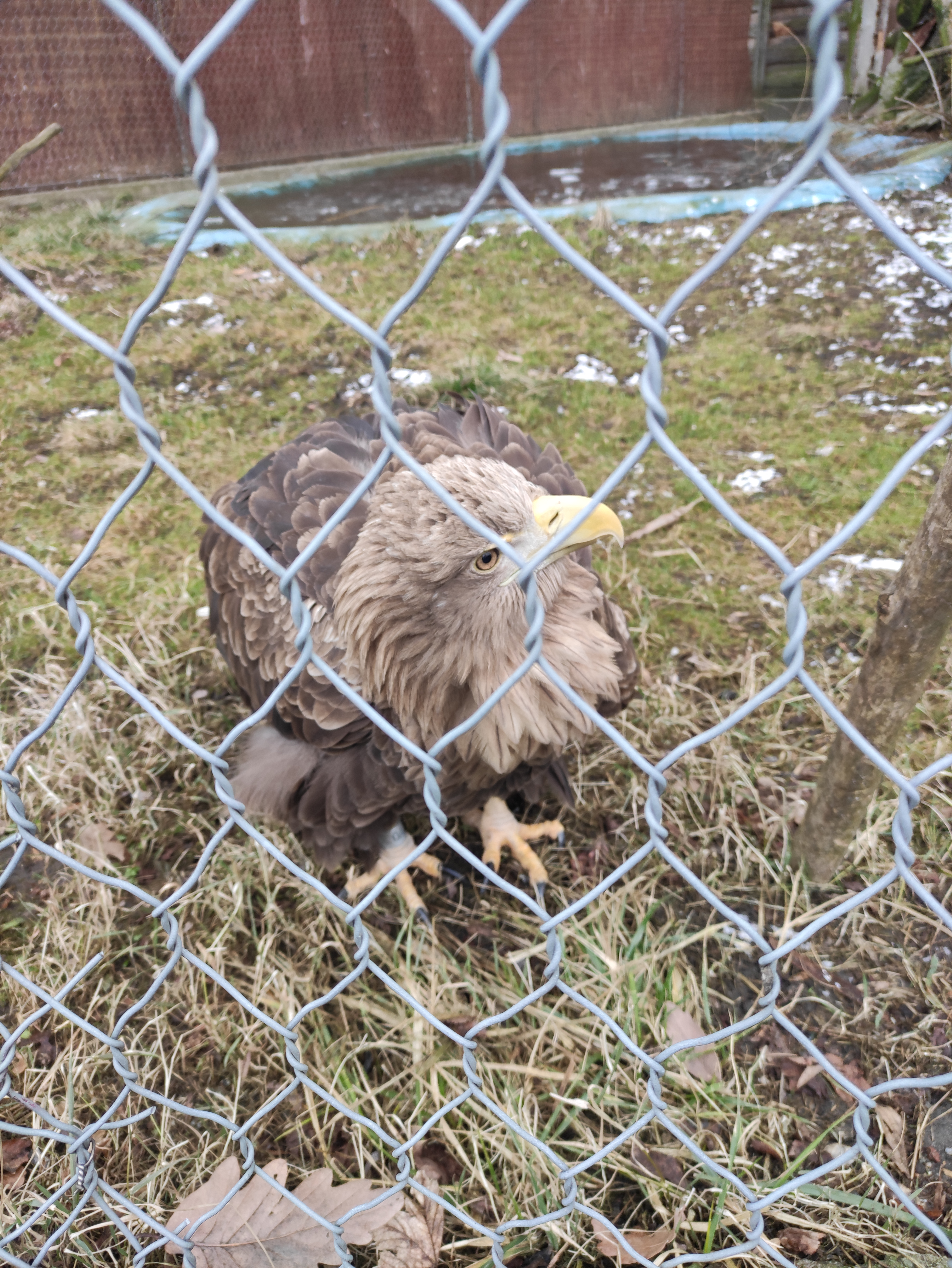
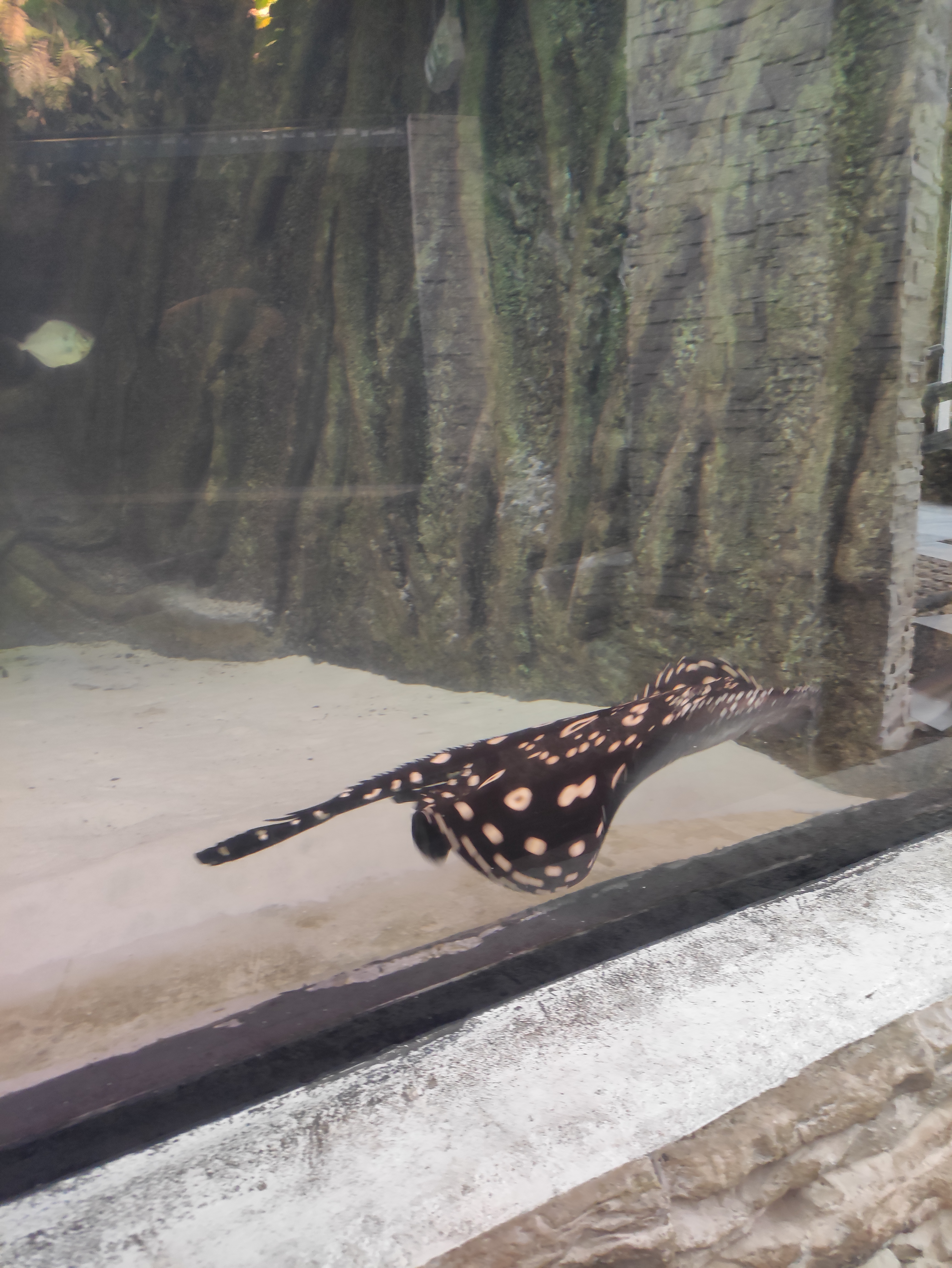
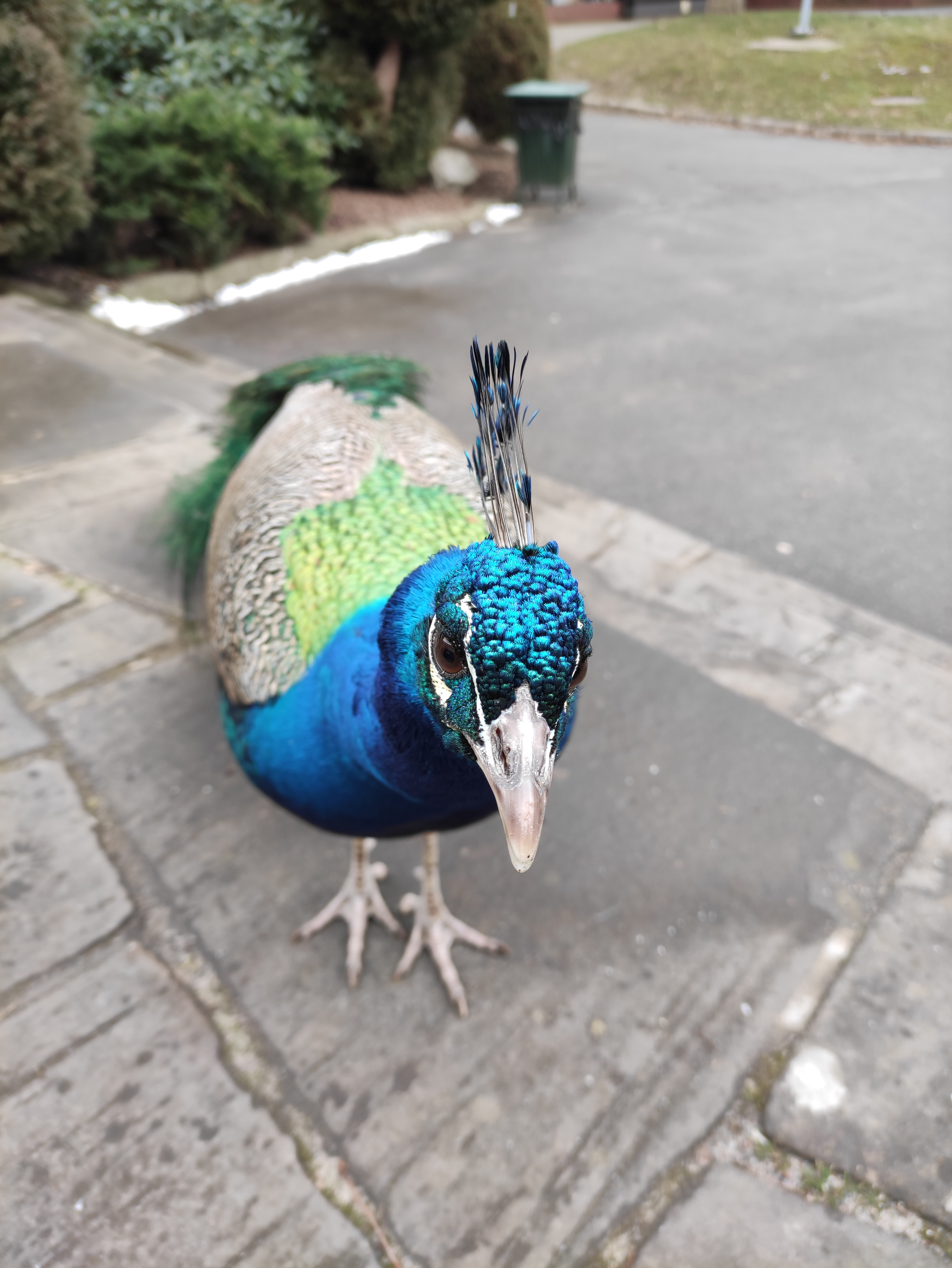
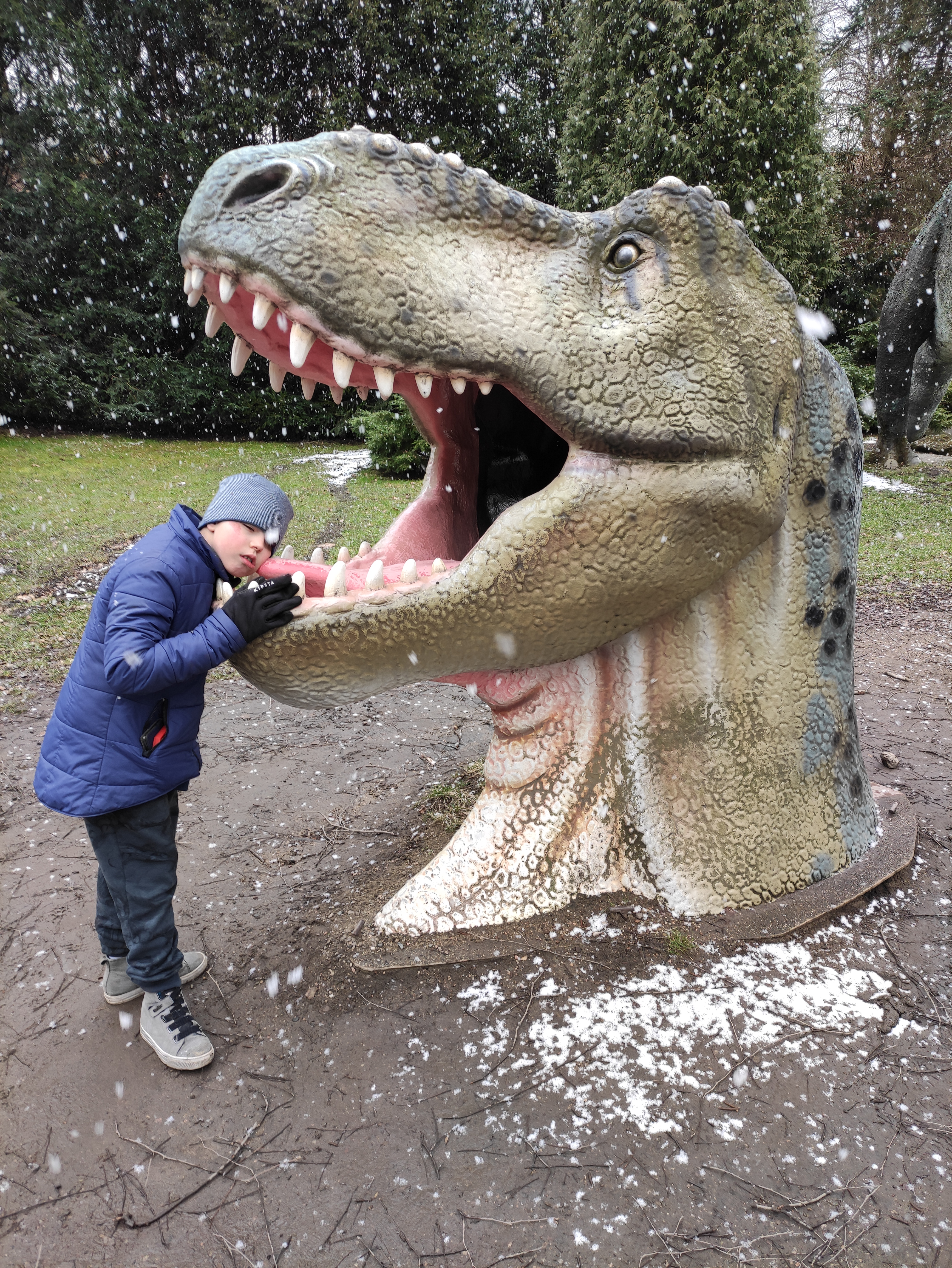
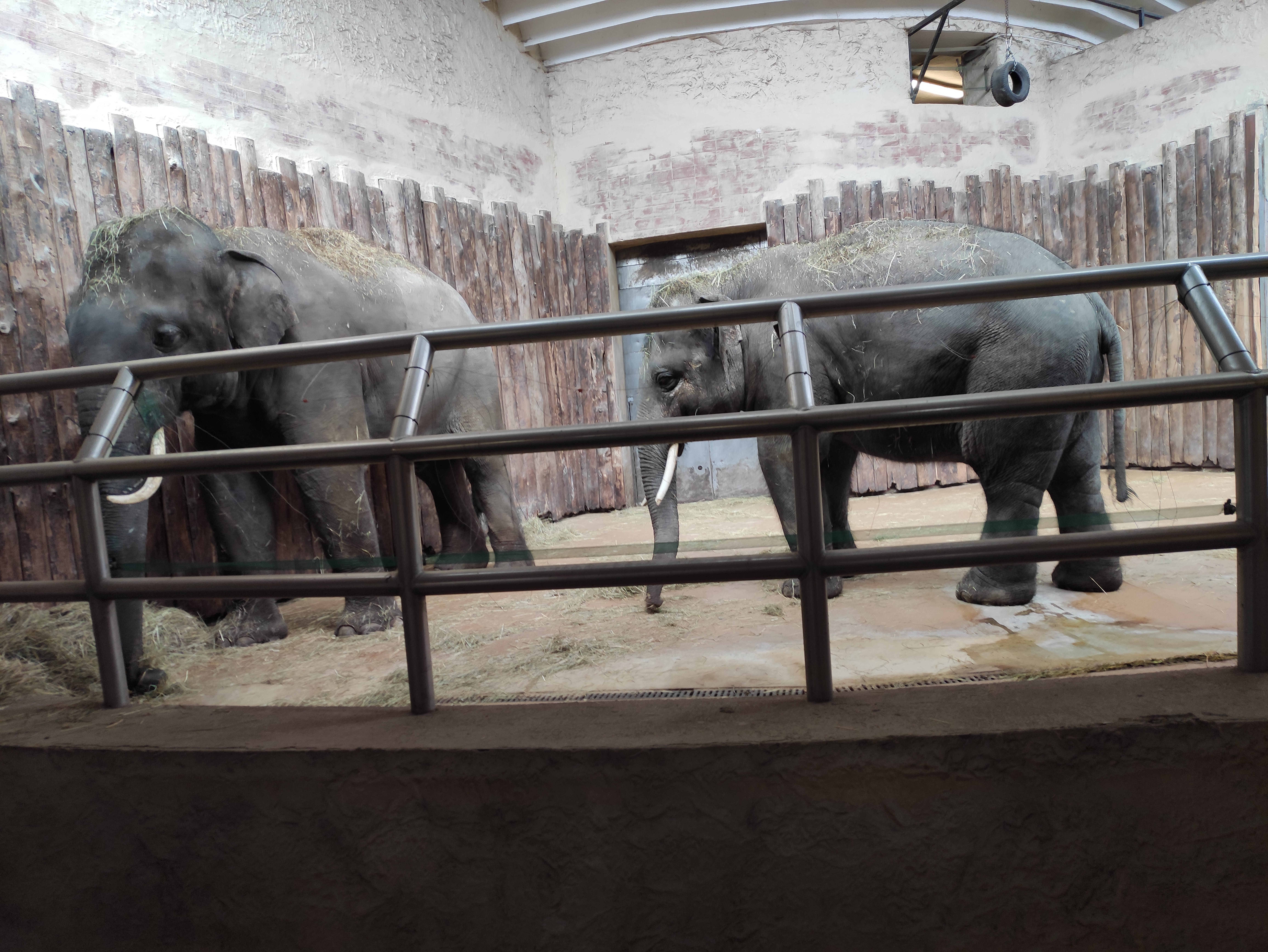